# Steve Spence
Steve Spence (né le 9 mai 1962 à Harrisburg) est un athlète américain spécialiste du marathon. 

## Carrière

### Palmarès
| Date | Compétition           | Lieu    | Résultat | Performance     |
| ---- | --------------------- | ------- | -------- | --------------- |
| 1991 | Championnats du monde | Tokyo   | 3e       | 2 h 15 min 36 s |
| 1992 | Jeux olympiques d'été | Atlanta | 12e      | 2 h 15 min 21 s |

### Records
| Épreuve  | Performance     | Lieu  | Date               |
| -------- | --------------- | ----- | ------------------ |
| Marathon | 2 h 15 min 36 s | Tokyo | 1er septembre 1991 |